# Gare de Kiev
La gare de Kiev (en russe : Киевский вокзал, Kievski vokzal) est l'une des neuf gares principales de Moscou en Russie.

## Histoire
Nommée à son ouverture Brianski vokzal (gare de Briansk), elle a été construite pour la société de chemin de fer Moscou-Kiev-Voronej par Ivan Rerberg (en) et Vladimir Choukhov entre 1914 et 1918 dans un style mélangeant le néoclassique, notamment par sa colonnade ionique, et le néo-byzantin, par ses coupoles.
L'architecture de la gare se distingue par sa tour de l'horloge, haute de 51 mètres, ainsi que par sa grande verrière, de 321 mètres de long, 47,9 de large et 30 de haut, due à l'ingénieur et architecte Vladimir Choukhov.

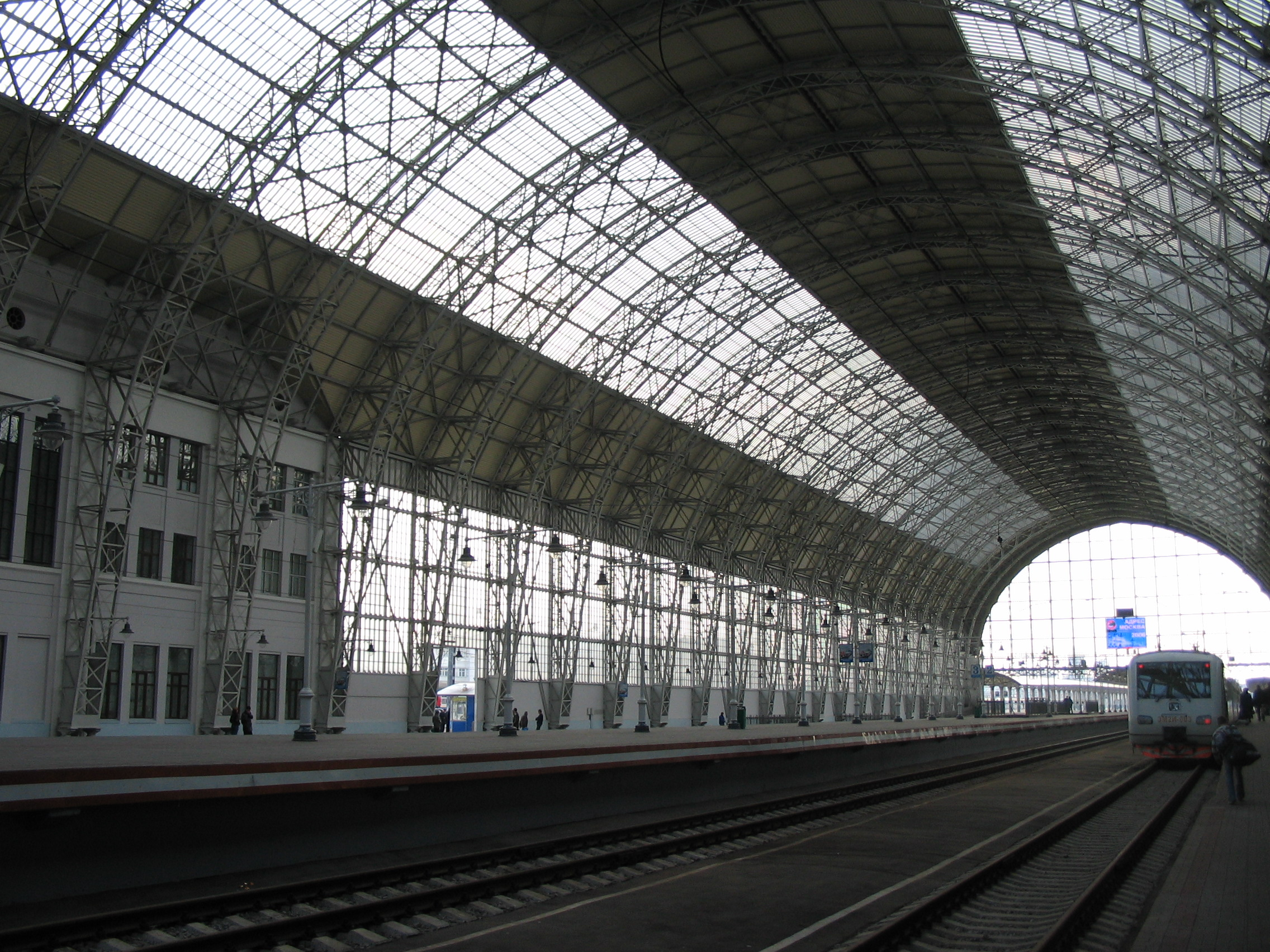
Verrière de la gare, en verre et acier.

## Desserte
Comme son nom l'indique, la gare est le terminus des trains à destination de Kiev, mais plus généralement de l'Ukraine et de l'Europe du Sud. Elle est desservie par trois stations de métro homonymes, situées sur la ligne 5 (circulaire) et les lignes radiales 3 et 4.

## Galerie

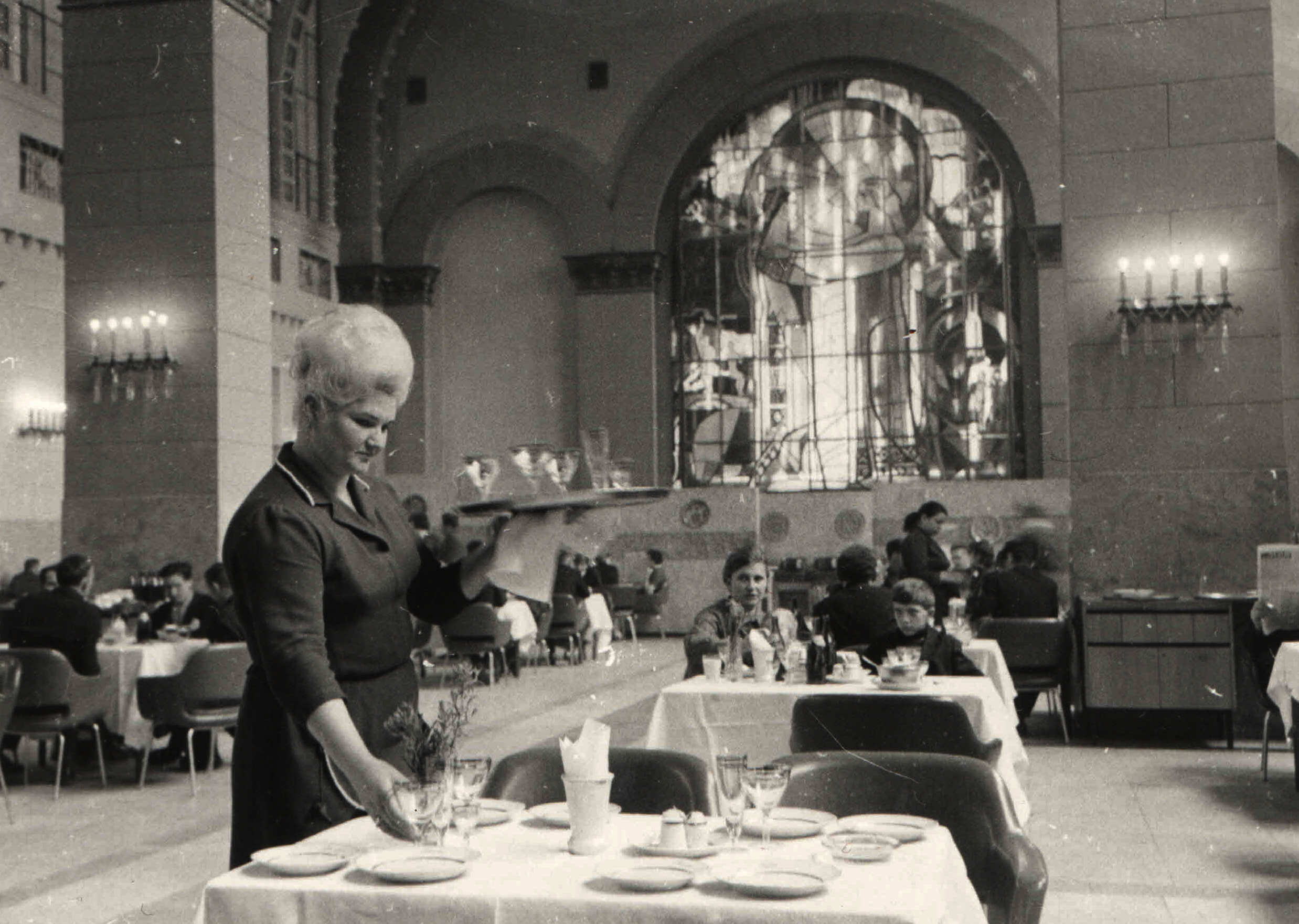
Restaurant de la gare en 1970.
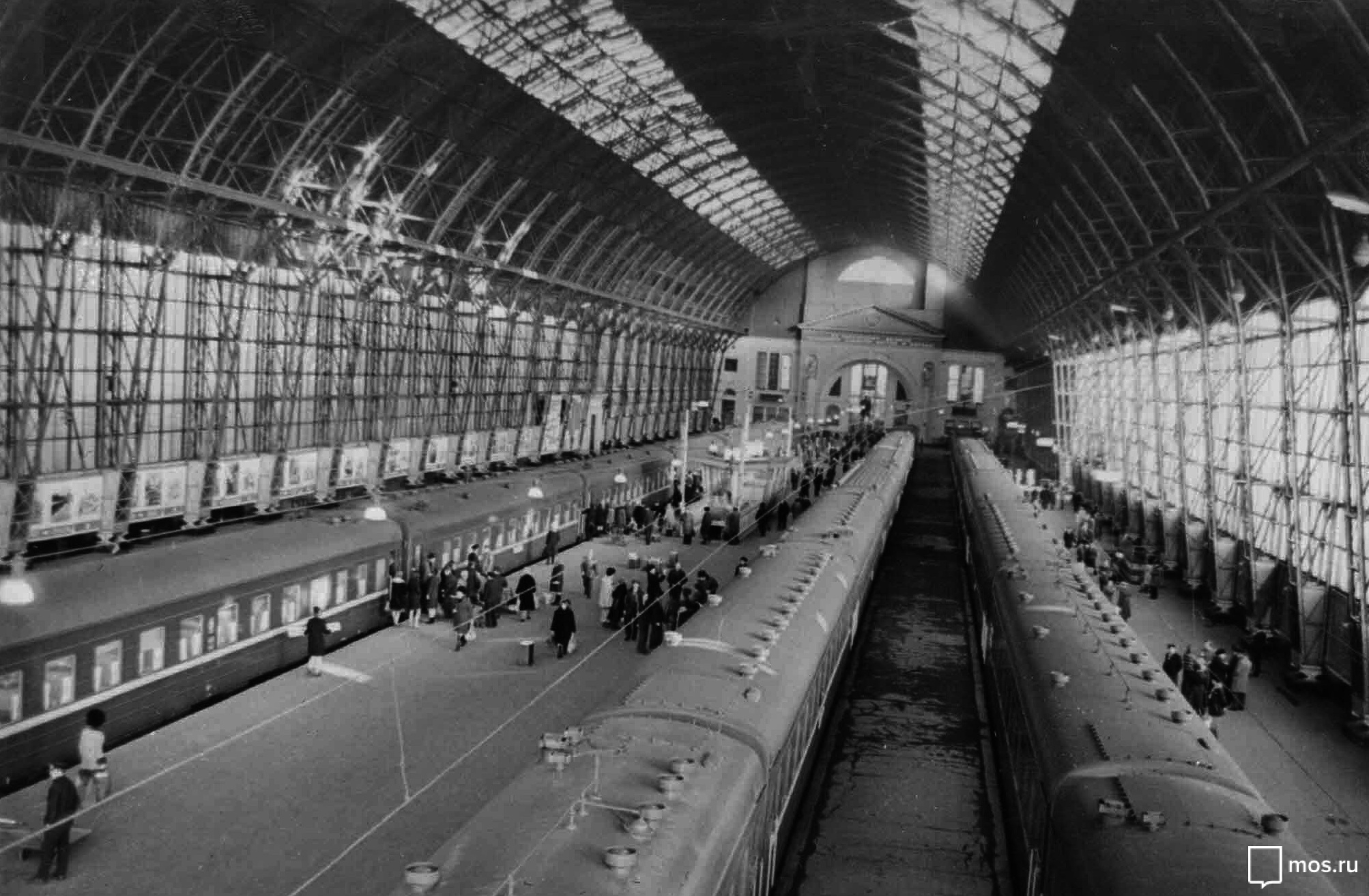
Voies en 1980.

## Dans la fiction
- Dans le film La Mort dans la peau (2004), plusieurs scènes sont tournées à la gare de Kiev[1].